# Duncan Clark
Duncan McDougall Munro Clark (né le 22 juin 1915 à Greenock et mort le 8 juillet 2003 à Whakatane en Nouvelle-Zélande) est un athlète britannique, spécialiste du lancer du marteau. 

## Biographie
Il remporte la médaille de bronze du lancer du marteau lors des championnats d'Europe de 1946, à Oslo, devancé par les Suédois Bo Ericson et Erik Johansson. 
Il remporte le titre des Jeux de l'Empire britannique de 1950.

### Palmarès
| Date | Compétition                  | Lieu     | Résultat | Épreuve           | Performance |
| ---- | ---------------------------- | -------- | -------- | ----------------- | ----------- |
| 1946 | Championnats d'Europe        | Oslo     | 3e       | Lancer du marteau | 51,32 m     |
| 1948 | Jeux olympiques              | Londres  | 11e      | Lancer du marteau | 48,35 m     |
| 1950 | Jeux de l'Empire britannique | Auckland | 1er      | Lancer du marteau | 49,94 m     |
| 1952 | Jeux olympiques              | Helsinki | 18e      | Lancer du marteau | 51,07 m     |

### Records
| Épreuve           | Performance | Lieu | Date |
| ----------------- | ----------- | ---- | ---- |
| Lancer du marteau | 54,89 m     |      | 1951 |